# Cook (Australia Meridionale)

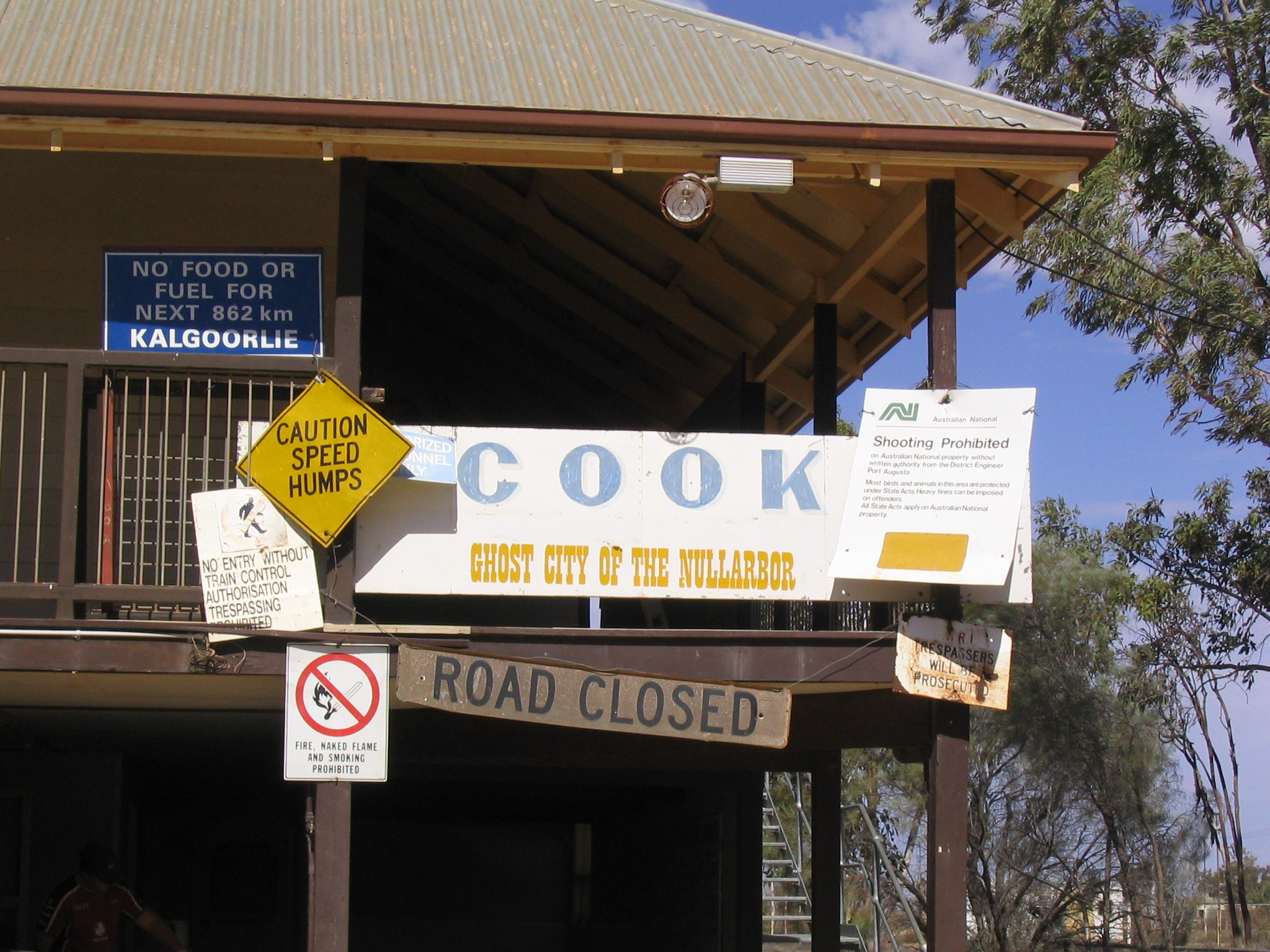
Edificio in disuso Cook

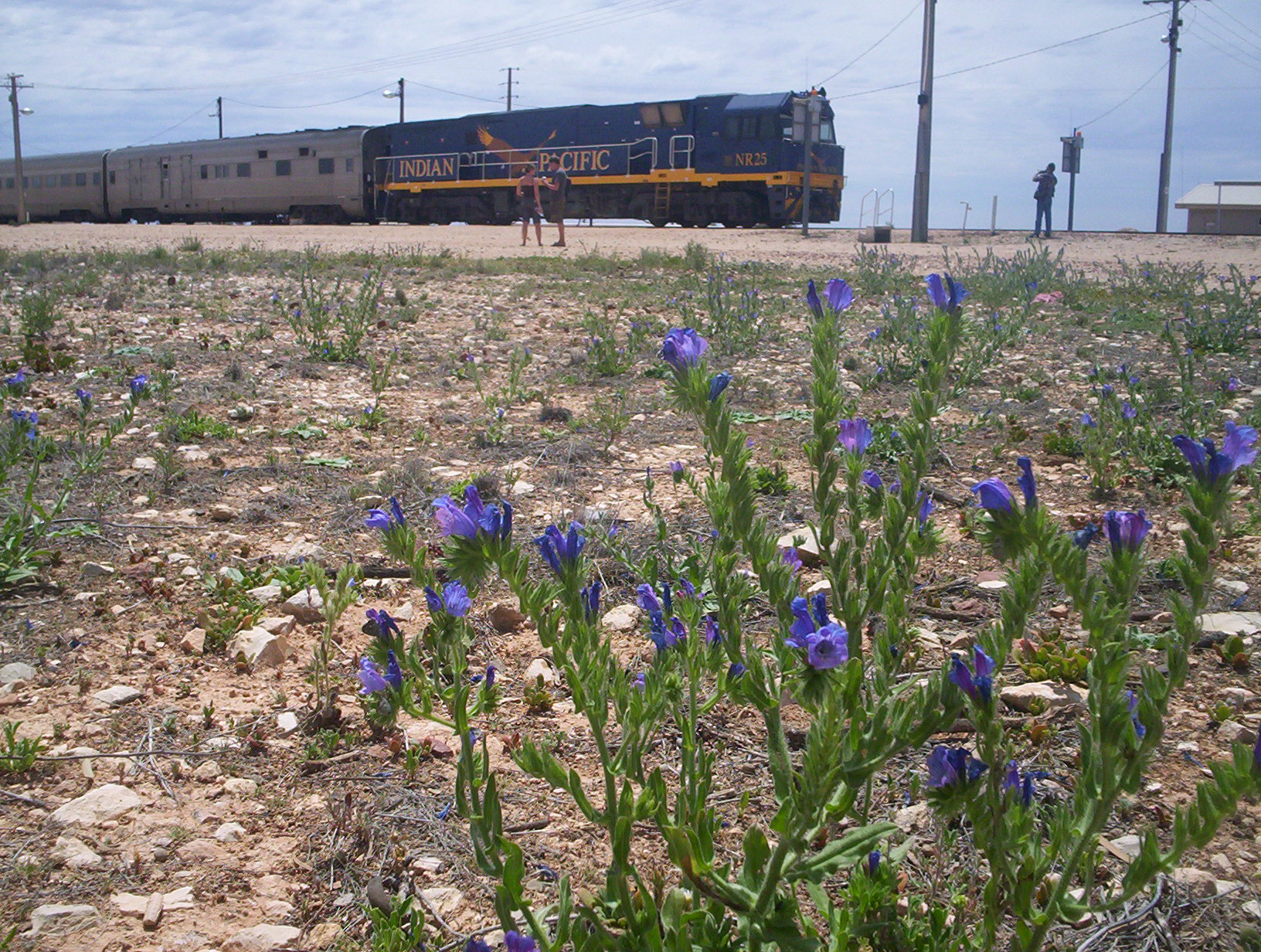
L'Indian Pacific a Cook

Cook è una stazione ferroviaria della linea trans-australiana che va da Adelaide a Perth, senza luoghi abitati nelle vicinanze.

## Storia
Il paese è stato creato nel 1917, ovvero quando fu costruita la ferrovia, e il suo nome rende omaggio al sesto primo ministro australiano, Joseph Cook. Ai tempi, il paese, per quanto concerne le forniture, dipendeva dal Tea and Sugar Train. La stazione ferroviaria di Cook dista 478 km da quella di Ooldea, ciò fa sì che questo specifico tratto ferroviario, sia considerato il più lungo del mondo. Quando il paese era "vivo", l'acqua era pompata dal terreno, mentre attualmente viene portata dal treno. Sono stati fatti dei tentativi per introdurre della vegetazione, ma essi non hanno avuto un buon esito.

## Oggi
La popolazione è attualmente composta da quattro persone, il che rende Cook, un "paese fantasma". Il paese è infatti stato chiuso nel 1997, quando la ferrovia è stata privatizzata, e ai nuovi proprietari non serviva il supporto di un comune, e anche se la parte riguardante il rifornimento è rimasta, non è più previsto il pernottamento dei macchinisti. Cook è inoltre l'unica fermata prevista nel Nullarbor Plain per i passeggeri dell'Indian Pacific. L'ospedale è chiuso, e il negozio è aperto solo quando l'Indian Pacific è in paese. Attualmente ci sono solo poche case, e qualche tanica di benzina. A quante pare non sono presenti bambini a Cook.